# South Trimble
South Trimble, född 13 april 1864 i Wolfe County, Kentucky, död 23 november 1946 i Washington, D.C., var en amerikansk politiker (demokrat). Han var ledamot av USA:s representanthus 1901–1907.
Trimble är begravd på Frankfort Cemetery i Frankfort i Kentucky.